# ヘルソン国際空港
ヘルソン国際空港（ヘルソンこくさいくうこう、ウクライナ語: Міжнародний аеропорт «Херсон»）は、ヘルソン州ヘルソンに位置する国際空港。

## 概要

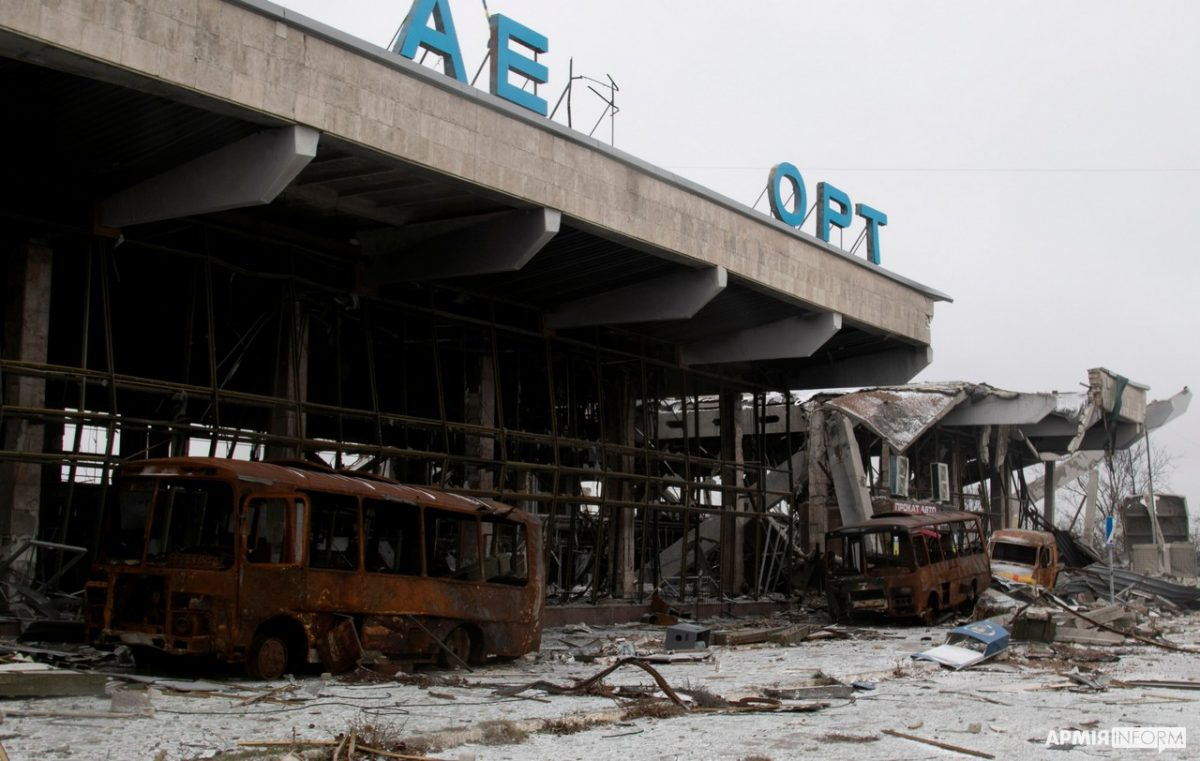
ロシアによるウクライナ侵攻で破壊されたヘルソン国際空港のターミナルビル

2022年のロシアによるウクライナ侵攻以前は、ウクライナ空軍のチョルノバエフカ空軍基地と滑走路を共用しており、ウクライナ陸軍航空隊の第11独立陸軍航空旅団が所在していた。
ウクライナ侵攻が始まると2月24日にはロシア連邦軍による空爆を受け、3月2日に占領された。
その後、同年11月にはロシア軍が撤退。撤退後の空港の様子として、交戦によりターミナルビルが破壊され、滑走路には大破した航空機の機体などが散乱している映像が公開された。

## 就航航空会社と就航都市
2022年2月24日時点で、ロシアによるウクライナ侵攻の影響により全便が運航停止となっている。以下は運航停止前の就航状況。

### 国内線
| 航空会社           | 就航地                 |
| ------------------ | ---------------------- |
| ウクライナ国際航空 | キエフ・ボルィースピリ |

### 国際線
| 航空会社                  | 就航地                                                          |
| ------------------------- | --------------------------------------------------------------- |
| ペガサス航空              | 中東:イスタンブール・サビハ・ギョクチェン(2022年5月4日就航予定) |
| ターキッシュ エアラインズ | 中東:イスタンブール                                             |
| スカイアップ航空          | 季節運航:アンタルヤ、シャルム・エル・シェイク                   |

## 所在部隊
ウクライナ陸軍第8陸軍航空司令部隷下
- 第11独立陸軍航空旅団 - Mi-24P/VP、Mi-8MT/MTV